# W. C. Heinz
W. C. Heinz (11 janvier 1915 – 27 février 2008), né Wilfred Charles Heinz, était un correspondant de guerre, journaliste sportif américain et auteur.

## Carrière dans les journaux et les magazines
Heinz est né à Mount Vernon, New York. Après avoir obtenu son diplôme de Middlebury College, en 1937, il rejoint le personnel du New York Sun. Après avoir été correspondant de guerre en Europe pendant la seconde guerre mondiale, Heinz retourne aux États-Unis et obtient sa propre colonne dans la rubrique sport appelée "La Scène Sportive", qui portait principalement sur la boxe, le baseball, le football et les courses de chevaux.
L'une de ses histoires de cette époque – la Mort d'un Cheval de course, date du 29 juillet 1949 – est célèbre pour sa brièveté (moins de 1 000 mots) et de sa qualité, et été comparée à l'Adresse de Gettysburg et les œuvres d'Ernest Hemingway. Écrit sur une machine à écrire portative au fur et à mesure que les événements se déroulaient, l'histoire décrit «Air Lift», un  jeune cheval prometteur qui prend part pour la première fois à une course, et conclut à moins de deux heures plus tard: «Air Lift» s'est cassé une patte lors de cette première course, et sera euthanasié.
Heinz est devenu un journaliste indépendant après que le Sun a cessé de publier en 1950. Il a été un collaborateur régulier des magazines telles que SPORT magazine, Life, The Saturday Evening Post, Esquire, True, Collier's, et  Look. Ses meilleurs écrits sont réunies dans un livre : American Mirror, What A Time It Was: The Best of W.C. Heinz on Sports et The Top of His Game: The Best Sportswriting of W. C. Heinz.

## Livres
Il a publié son premier livre en 1958, un roman intitulé Ce que cela coûte (The Professional), l'histoire d'un jeune boxeur à la poursuite d'un grand titre dans la catégorie des poids moyens. Ernest Hemingway a qualifié ce livre de « seul bon roman que j'ai jamais lu sur un combattant, et un excellent roman tout court.» Heinz édité deux de boxe anthologies, The Fireside Book of Boxing et The Book of Boxing avec Nathan Ward.
Les livres suivant d'Heinz sont Run to Daylight avec un entraîneur de football américain Vince Lombardi, Le Chirurgien, Emergency et Once They Heard the Cheers, dans lequel l'auteur parcourt le pays revisitant les héros sportifs de son passé. Il a également écrit la très célèbre magazine de l'article, «The Rocky Road of Pistol Pete» à propos d'un joueur de baseball, Pete Reiser, qui malgré d'innombrables blessures continua à jouer au sport qu'il aimait.
À la fin des années 1960, Heinz a collaboré avec le Dr H. Richard Hornberger pour écrire le fameux roman M.A.S.H. en utilisant le nom de plume de Richard Hooker. Le livre a été suivi du film M.A.S.H., qui a remporté la Palme d'or en 1970 au Festival de Cannes et un Oscar pour le meilleur scénario basé sur un autre support en 1971. Le livre a également servi de base pour l'adaptation audiovisuelle du même nom qui reçut un Emmy Award-winning de la télévision de la série. En 2015, la Library of America a publié un recueil de ses meilleurs écrits sportifs, The Top of His Game.
Un recueil de ses  écrits de guerre, y compris ses dépêches en provenance de l'Europe et certaines d'après-guerre, des articles est paru, When We Were One: Stories of World War II.

## Autre
Heinz a été cinq fois vainqueur de l'E. P. Dutton Prix du meilleur magazine de l'article de l'année. Il a remporté l'A. J. Liebling Prix exceptionnel de boxe de l'écriture, et son travail a été reproduit dans plus de 60 anthologies et manuels scolaires. Il a été intronisé au National Commentateurs et Sportswriters Association Hall of Fame en 2001 et le début de l'International Boxing Hall of Fame en 2004. En 2008, l'Associated Press que les journalistes Sportifs à titre posthume lui a décerné le Rouge Smith Award pour sa contribution au journalisme sportif.